# Death Is Certain
Death Is Certain è il secondo album in studio del rapper statunitense Royce da 5'9", pubblicato nel 2004.

## Tracce
1. Intro – 0:12
2. Regardless – 3:01
3. Throw Back (featuring Ingrid Smalls) – 4:17
4. What I Know – 2:49
5. I Promise (featuring Ingrid Smalls) – 3:54
6. Call Me Never! (skit) – 1:59
7. Hip Hop – 3:47
8. Gangsta (featuring Cutty Mack) – 4:42
9. T.O.D.A.Y (featuring Ingrid Smalls) – 3:55
10. I & Me – 3:28
11. Beef – 4:19
12. Bomb 1st – 2:59
13. Everybody Goes (featuring Ingrid Smalls) – 3:05
14. Death Is Certain Pt. 2 (It Hurts) (featuring Ingrid Smalls & Cha Cha) – 4:12
15. Something's Wrong With Him (featuring 6 July) – 3:57